# Anolis scriptus
Anolis scriptus är en ödleart som beskrevs av  Garman 1887. Anolis scriptus ingår i släktet anolisar, och familjen Polychrotidae.

## Underarter
Arten delas in i följande underarter:
- A. s. scriptus
- A. s. leucophaeus
- A. s. mariguanae
- A. s. sularum